# Passionfruit (chanson)
Pour les articles homonymes, voir Passion Fruit.
Singles de Drake
No Frauds
(2017) Come Closer (en)
(2017)
Passionfruit est une chanson du rappeur canadien Drake issue de la playlist More Life. Elle est envoyée aux radios américaines en tant que single le 28 mars 2017.

## Historique

### Écriture et enregistrement
La chanson Passionfruit est écrite par Drake et Nana Rogues qui en est aussi le producteur. Elle est enregistrée par Noel Cadastre, Noah Shebib et Gregg Moffett dans trois studios différents : Sandra Gale à Adélaïde, Yolo Estate à Hidden Hills et SOTA à Toronto. Elle est mixée par Noel Campbell dans les studios SOTA et 306 à Toronto. La chanson contient des voix supplémentaires enregistrées par Moodymann et Zoë Kravitz.

### Sortie
Le titre Passionfruit fait partie de la playlist More Life qui est disponible sur les plateformes numériques le 18 mars 2017 après avoir été diffusée dans OVO Sound Radio, le podcast du label OVO Sound publié sur Beats 1 (en), radio d'Apple Music. La chanson est envoyée aux radios de format Rhythmic contemporary (en) américaines dix jours plus tard, le 28 mars 2017.

## Accueil critique
Lors de sa sortie, le titre Passionfruit est nommé « Best New Track » par Pitchfork. Plusieurs publications la considèrent comme la meilleure chanson de More Life, comme GQ et Bustle (en). D'autres la citent parmi les meilleures chansons de Drake, comme Consequence of Sound et Complex.

## Reprises
Plusieurs artistes ont enregistré des reprises de Passionfruit, dont Angus and Julia Stone, Franz Ferdinand, Cornelius, Mura Masa, Paramore, Benny Sings et Yaeji.